# 얼리강 문화

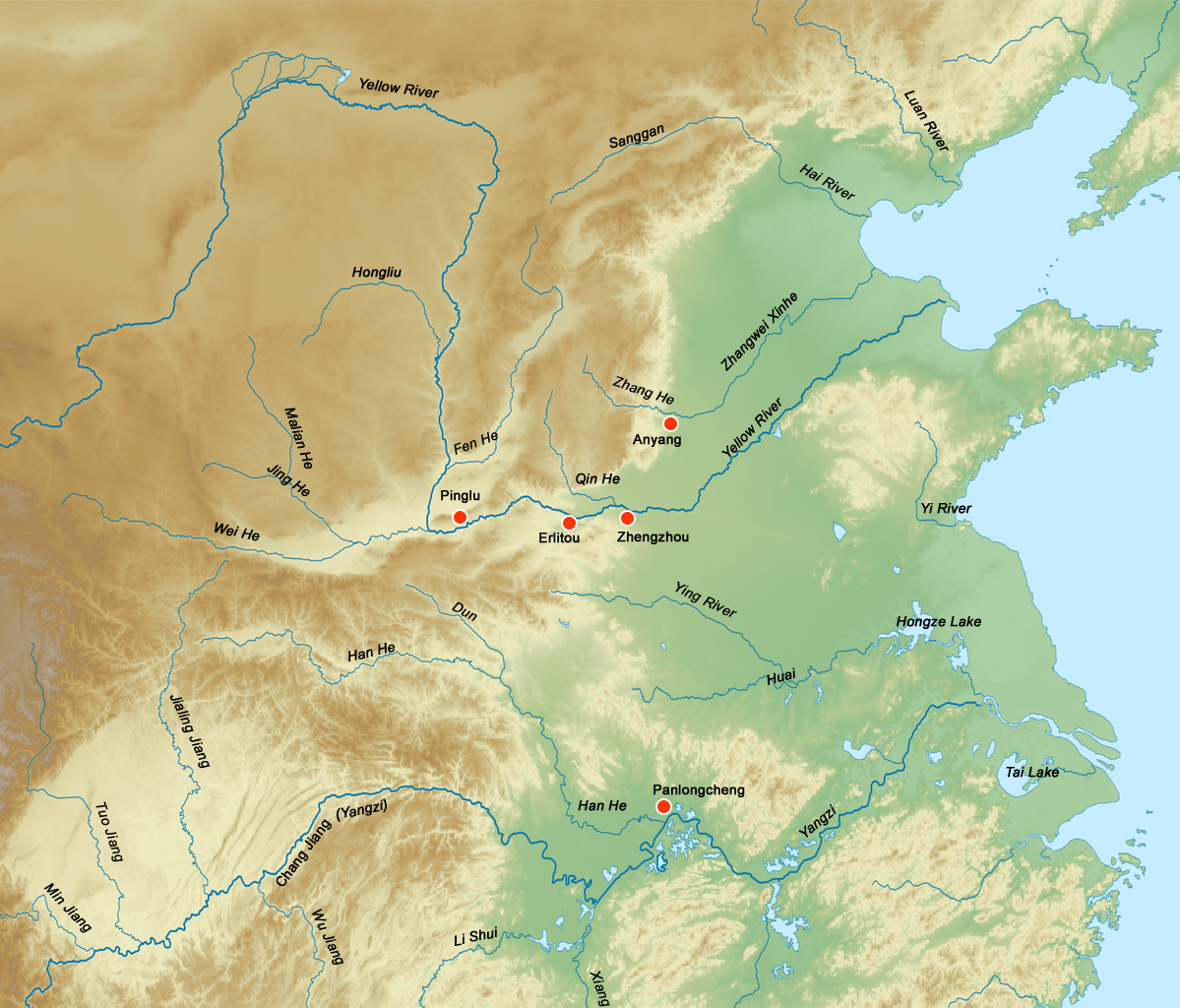

얼리강 문화(중국어: 二里岡文化, 병음: èrlǐgang wénhuà Erligang culture[*], 기원전 1600년-기원전 1400년 경)는 고대 중국의 황하 중류와 하류를 중심으로 번창한 청동기 시대의 문화이다. 허난성 정저우 시에서 1951년에 발견된 얼리강 유적에서 그 이름을 따왔다.

## 개요
중국의 고고학자들은 정저우 부근이 상나라 왕조(은나라)의 초기 수도이고, 기원전 1600년은 탕왕이 상나라를 개국한 년대이므로 얼리강 문화를 상왕조의 초기 단계로 파악하고 있다. 한편 유럽의 고고학자들은 얼리강에서 상왕조의 특징을 나타내는 갑골문자가 출토되지 않았기 때문에 얼리강을 상나라와 연결하는 것에는 신중한 태도를 취하고 있다.
얼리강 유적은 주위 약 7 km의 성벽에 둘러싸인 성곽도시에서 성벽의 밖에 골기나 도기를 만드는 큰 공방군이 위치하고 있었다. 공방 안에는 두 개의 청동기 공방도 포함되어 있다. 얼리강 유적의 대부분은 현대의 정주 시가지 아래에 있기 때문에 발굴이 곤란하다. 이 때문에 얼리강 문화에 대한 연구는 얼리강 유적 이외의 장소에서의 발굴에 의존하는 비중이 크다.
얼리강 문화는 황하 유역을 중심으로 한 문화이다. 얼리강 문화는 청동기를 대대적으로 사용하는 중국 최초의 문화이며, 그 초기에는 급속히 세력을 확대해 장강 유역에까지 도달해, 후베이성 황피현(현재의 우한시 황피 구)의 판룽청 유적(盤龍城遺跡, 장강 유역에서 발견되고 있는 유일한 상대의 도시 유적)에서는 많은 청동기가 출토되었다. 얼리강이 있는 정주 부근은 동의 출토가 적고, 판룽성은 동자원을 확보하기 위한 전초기지였다고 생각할 수 있다. 이 때를 절정으로 이후 얼리강 문화는 서서히 쇠퇴해 갔다.
얼리강 문화는 선행하는 얼리터우 문화에 많은 영향을 받고 있어 그 청동기는 얼리터우 문화의 양식이나 제조법을 계승하고 있다. 얼리강 문화기에는 얼리터우 문화의 시기보다 청동기의 양식은 균일하게 세련되어 청동기의 사용이 확산되었다.

## 같이 보기
- 중국의 신석기 문화 목록
- 룽산 문화
- 얼리터우 문화
- 하나라
- 은나라
- 은허